# Mats Lilienberg
Mats Lilienberg (né le 22 décembre 1969 à Vollsjö en Suède) est joueur de football suédois.

## Palmarès
- Meilleur buteur de l'Allsvenskan (2) : 
  - 1993 (18 buts), 1997 (14 buts).
- Champion de l'Allsvenskan (3) :
  - 1995, 1996, 1997.